# Borjomi (azienda)
Borjomi (in georgiano ბორჯომი?) è un marchio di acqua minerale naturale gassata proveniente dalle sorgenti della gola di Borjomi, nella Georgia centrale. Le sorgenti artesiane nella valle sono alimentate dall'acqua che filtra dai ghiacciai che coprono le vette dei monti Bakuriani ad altitudini fino a 2.300 m. L'acqua sale in superficie senza pompaggio e viene trasportata da tubi a due impianti di imbottigliamento nella città di Borjomi.

## Storia
Le risorse idriche minerali di Borjomi furono scoperte e utilizzate già nel primo millennio d.C. Ciò è dimostrato dalle 7 grandi vasche di pietra risalenti al VII secolo che furono scoperte nel XX secolo. Sembra che a quel tempo l'acqua di Borjomi fosse usata per i bagni e non solo per bere. Il materiale archeologico di Borjomi testimonia che l'acqua minerale fu utilizzata sino alla fine del XVI secolo. Sono stati trovati anche tubi di argilla medievali che erano stati portati in alcune delle sorgenti di Borjomi. Durante le guerre del XVI-XVIII secolo le fonti sono state a lungo dimenticate anche perché la località e i suoi dintorni si erano molto spopolati al punto che la zona era stata ricoperta dalla foresta.
La "seconda vita" dell'acqua di Borjomi iniziò nel 1829, quando il reggimento granatieri del governatorato di Cherson, appartenente all'esercito imperiale russo, venne schierato a Borjomi per operazioni contro l'Impero ottomano. I soldati russi trovarono sorgenti minerali sulla riva destra del fiume Borjomi e, incuriosito da quel ritrovamento, il colonnello Pavel Popov, comandante del reggimento, ordinò che le sorgenti fossero ripulite e che l'acqua venisse imbottigliata e trasportata alla base militare. Popov, che soffriva di disturbi allo stomaco, provò per primo l'acqua e, vedendone i risultati positivi, ordinò la costruzione di pareti rocciose intorno alla sorgente e fece costruire un bagno nelle vicinanze, insieme a una casetta per sé. Nel 1837, quando il reggimento di Cherson fu sostituito dal reggimento dei granatieri georgiani, il loro medico Amirov esaminò le componenti dell'acqua e i loro effetti, inviando i primi risultati delle analisi a San Pietroburgo e a Mosca. Nel 1841, gli effetti curativi dell'acqua Borjomi erano divenuti così famosi che il viceré dello zar russo nel Caucaso Yevgeni Golovin portò sua figlia malata alle sorgenti per le cure.
La storia del marchio fu poi strettamente associata alla dinastia imperiale russa dei Romanov. Entro gli anni novanta dello stesso secolo, l'acqua Borjomi veniva imbottigliata nelle proprietà georgiane del Granduca Mikhail di Russia. Dopo la rivoluzione russa del 1917 e la successiva conquista sovietica della Georgia, l'impresa Borjomi venne nazionalizzata e la sua acqua divenne una grande esportazione sovietica.
L'acqua Borjomi viene oggi esportata in oltre 40 paesi. Una quota di maggioranza della casa madre di Borjomi, l'IDS Borjomi, è stata venduta dalla donna d'affari georgiana Inna Gudavadze al gruppo russo Alfa nel gennaio 2013. Nel 2012 la società è stata valutata dalla rivista Forbes a 500 milioni di dollari statunitensi. Inna e la sua famiglia mantengono un interesse sostanziale nel business dell'acqua minerale Borjomi. L'uso dell'acqua Borjomi è stato suggerito dai ricercatori georgiani e russi per il trattamento complessivo di diverse malattie dell'apparato digerente e del diabete mellito.